# Monumento a la amistad
Monumento a la amistad es una escultura pública del escultor chileno Osvaldo Peña emplazada en la intersección de la Avenida Libertador General Bernardo O'Higgins con Paseo Estado en la comuna de Santiago Centro, Santiago, Chile.

## Historia
En el contexto de las celebraciones por sus 160 años de existencia, la Compañía de Cervecerías Unidas (CCU) donó a la Municipalidad de Santiago esta obra encargada al artista Osvaldo Peña, que fue instalada en la esquina norponiente de Avenida Libertador General Bernardo O'Higgins con Paseo Estado en Santiago Centro.
En septiembre de 2023 fue limpiada y pintada nuevamente en el marco de la primera etapa del proyecto “Nueva Alameda- Providencia”, impulsado por el Gobierno Regional de Santiago.